# 2MASX J09133888-1019196
2MASX J09133888-1019196 (również IRAS 09111-1007E) – para galaktyk oddziałujących ze sobą grawitacyjnie, znajdująca się w konstelacji Hydry w odległości około 700 milionów lat świetlnych od Ziemi. Między galaktykami znajduje się szeroki na około 130 tysięcy lat świetlnych obszar separacji. Oznacza to, że galaktyki znajdują się w początkowej fazie łączenia. Razem obie galaktyki są bardzo jasne w podczerwieni, co jest nietypowe dla wczesnego etapu interakcji galaktyk. Jednym z możliwych wyjaśnień jest to, że jeden lub oba składniki już wcześniej doświadczały połączenia lub interakcji.